# Yercinia Correa
Yercinia Correa Cuadrado (* 18. Januar 1979) ist eine venezolanische Fußballschiedsrichterin.
Seit 2007 steht sie auf der FIFA-Liste und leitet internationale Fußballpartien.
Bei der Copa América 2014 in Ecuador pfiff Correa drei Spiele.
Bei der Copa América 2022 in Kolumbien leitete Correa zwei Gruppenspiele.
Zudem war sie bei der U-20-Weltmeisterschaft 2016 in Papua-Neuguinea im Einsatz.